# Juventus Esporte Clube
Le Juventus Esporte Clube était un club brésilien de football basé à Macapá dans l'État de l'Amapá. 

## Palmarès
- Championnat de l'Amapá :
  - Champion : 1964, 1966, 1967